# Fogger
O fogger é o bico injetor do sistema de óxido nitroso. Também conhecido como "bico". Ele é responsável pela injeção da mistura do gás N2O e do combustível dentro do cabeçote.
Sua principal função é injetar óxido nitroso e combustível, na proporção correta para aumento da injeção de comburente com combustível.